# LaToya Bond
LaToya Bond (* 13. Februar 1984 in  Decatur, Illinois, Vereinigte Staaten) ist eine professionelle Basketball-Spielerin. Zurzeit spielt sie für Indiana Fever in der WNBA auf der Position des Guards.

## College
Bond spielte vier Jahre für die University of Missouri. Dort spielte sie mit den Tigers in der NCAA  Division I.

## WNBA
Sie wurde beim WNBA Draft 2006 an 27. Stelle von den Charlotte Sting gedraftet. Beim Dispersal Draft 2007 wechselte sie zu den Sacramento Monarchs. Vor der Saison 2008 unterschrieb sie dann bei Indiana Fever. Außerdem spielte sie schon im Ausland in Zypern, Israel und Polen.